# Оствардерсплассе

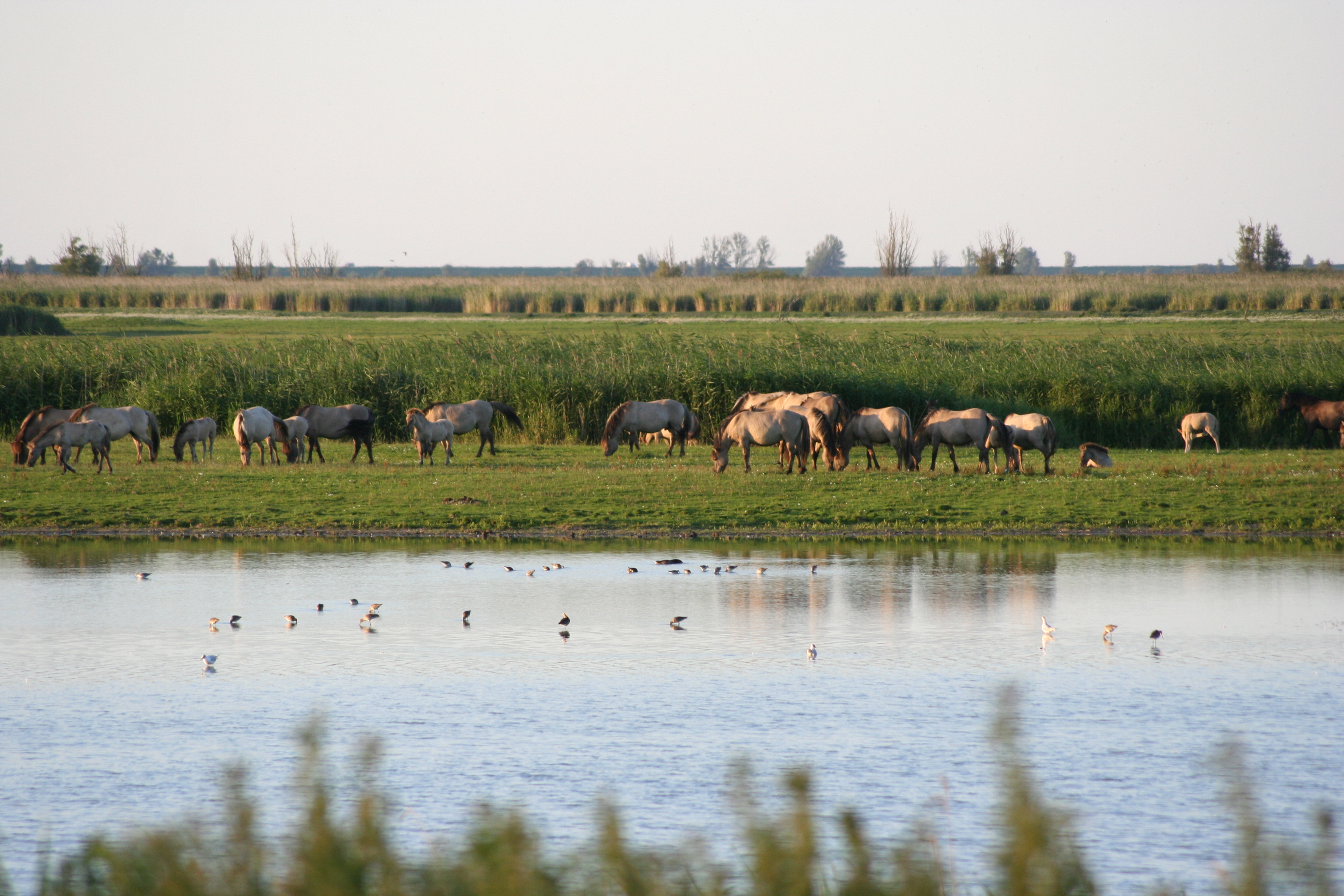
Оствардерсплассе

Оствардерсплассе (oːstˈvaːrdərsplɑˌsəⁿ) — природный заповедник, расположенный в провинции Флеволанд, Нидерланды, и имеющий общую площадь около 56 км2. Несмотря на то, что заповедник основан относительно недавно
(Оствардерсплассе находится в польдере, который был создан в 1968 году), он уже имеет международное значение, как типичный представитель заболоченных участков, характерных для Европы.
Заповедник можно разделить на две зоны: влажную и сухую.
Влажная зона расположена вдоль озера Маркермер, и покрыта зарослями камыша, в которых любят кормиться гуси во время линьки.
Данная территория является домом для большого баклана, колпицы обыкновенной, большой белой цапли, орлана-белохвоста, и большой выпи.
Помимо перечисленных представителей орнитофауны, на территории этой части заповедника встречается много других видов животных и птиц.

## История
До создания заповедника нынешняя его сухая зона использовалась как питомник для выращивания ивы, и в первый год после его создания, практически каждый квадратный метр территории был заполнен ростками этого дерева.
Это вызывало опасения, что густой ивовый лес, который может здесь вырасти, значительно снизит ценность зоны как места обитания водоплавающих видов птиц.
Во избежание того, руководители проекта приняли решение заселить сухую зону некоторыми видами крупных травоядных, таких как польский коник, благородный олень, и бык Хека (который является результатом одной из попыток восстановить утраченный ныне генотип тура).
Эти виды животных круглый год обитают под открытым небом, без каких-либо дополнительных источников питания, и практически без вмешательства людей.
Экосистема, возникшая в результате, как предполагают ученые, очень напоминает те экосистемы, которые существовали у берегов и в дельтах европейских рек в древности, до начала влияния человека на природу.

## Крупные травоядные

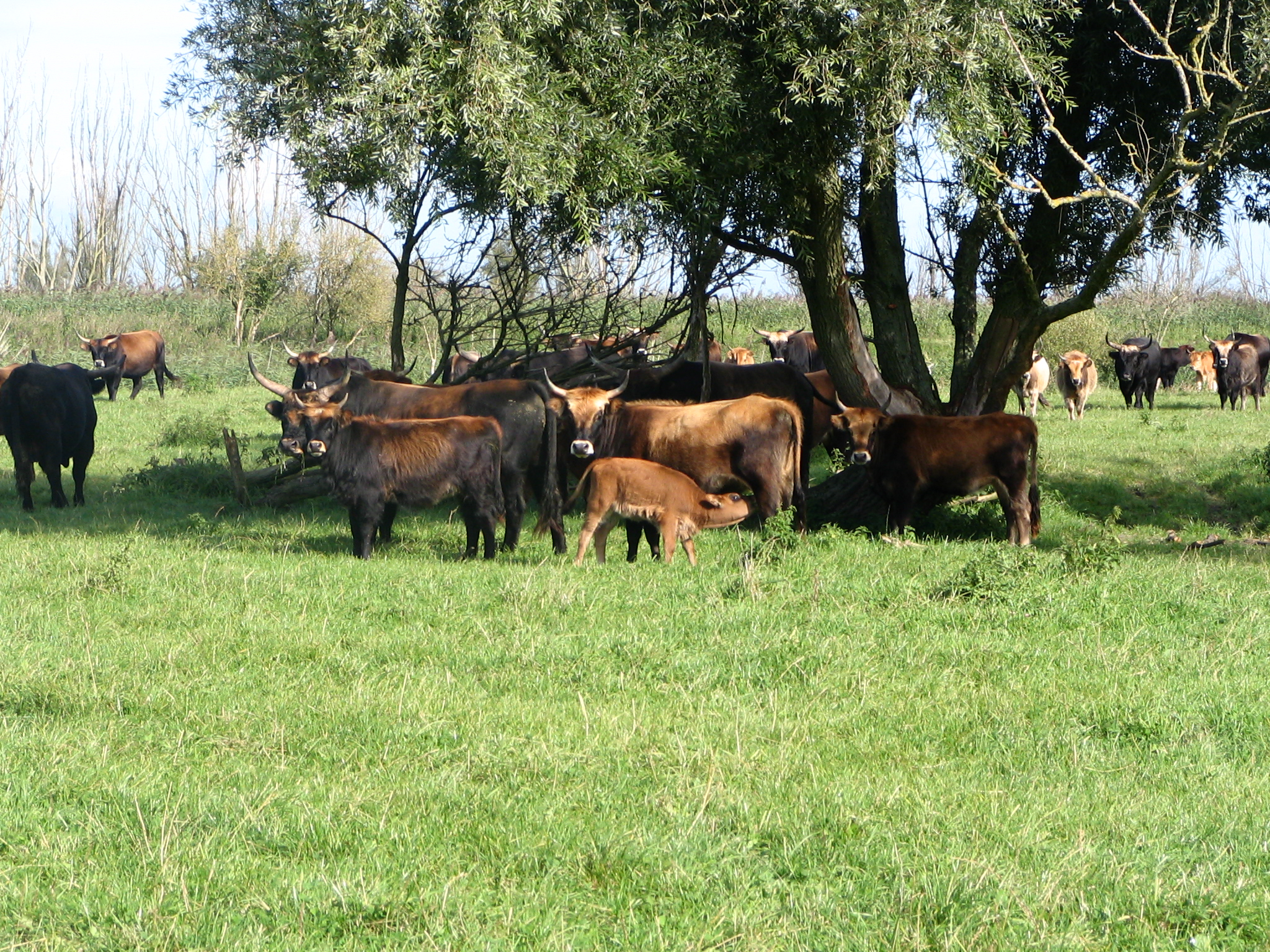
Бык Хека

В данной части Европы, до того момента, как были поставлены на грань вымирания, существовали следующие виды крупных травоядных:
- Тарпан (дикая лошадь);
- Европейский бизон;
- Благородный олень;
- Лось;
- Тур (первобытный бык).

Тарпаны и туры вымерли, но интродуцированные польские коники и быки Хека заняли их экологическую нишу, действуя как функциональные эквиваленты.
Из естественно обитавших видов на этой территории, в настоящее время в Оствардерсплассе отсутствуют лоси, кабаны и европейские бизоны (зубры).
Маловероятно, что лоси будут интродуцированы в их экологическую нишу — этот вид может создать слишком большую нагрузку на существующие кормовые угодья.
Однако, учёные возлагают больше надежды на зубров.
И, наконец, существует вероятность того, что кабаны попадут в Оствардерсплассе естественным путём — из провинции Велюве.

## Естественные процессы

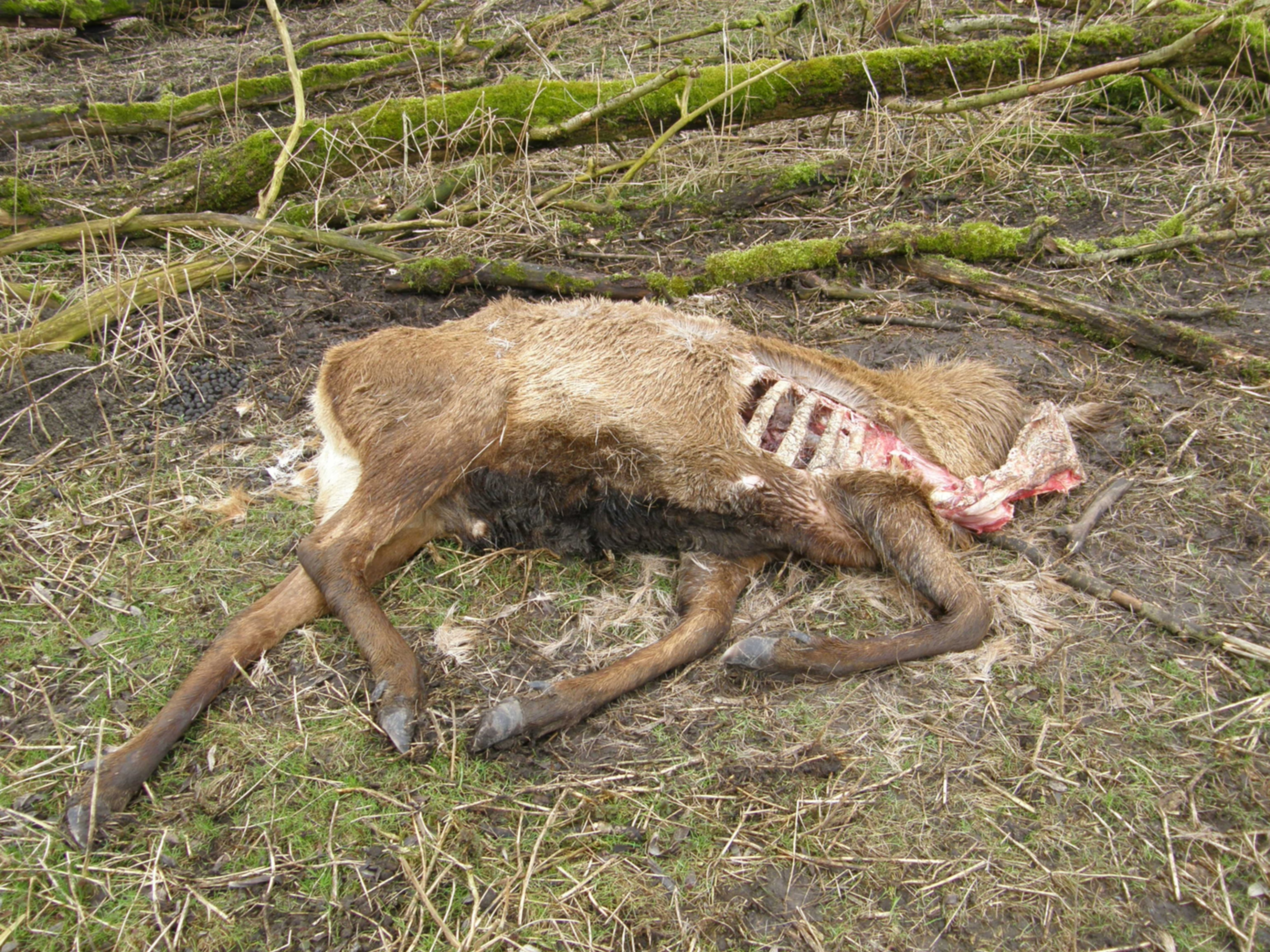
Туши оленей, погибших зимой

Следует учитывать, что Оствардерсплассе находится ниже уровня моря, и многие из элементарных процессов в экосистеме являются регулируемыми.
Так как заболоченная местность производила глубокое впечатление, её окружили дамбой, чтобы предотвратить процесс просадки почвы.
Хотя дамба и дала несомненные, пусть и временные, преимущества, однако, она же создала водоём, не соединённый с остальной частью польдера.
Следует отметить, что негативные последствия строительства дамбы только начинают проявляться .
Численность крупного рогатого скота, оленей и лошадей в заповеднике значительно выросла с момента основания.
Однако, существуют определённые ограничения по числу особи каждого вида, которое может содержать данная территория.
При отсутствии естественных врагов — хищников (волков, медведей и т. п.) регулировать численность приходится путём отстрела животных, которые явно неспособны выжить.
В зависимости от состояния кормовой базы, под отстрел попадает от 30 до 60 процентов популяции: это необходимо для восстановления растительного покрова и продолжения процесса естественного облесения.

## Перспективы развития
Во многих отношениях, Оствардерсплассе является обособленной территорией: он находится в польдере, и в настоящее время не существует природных коридоров, соединяющих заповедник с другими природными ресурсами.
«Основная экологическая структура» (англ. ecological main structure (EMS)) — создаваемая связь всех естественных природных ресурсов и заповедников Нидерландов — предполагает создание подобного коридора в районе Хостерволда, крупного леса в провинции Зеволде.
Получившаяся в результате сеть, названная «Оствардерсланд» (англ. Oostvaardersland), станет частью сети естественных природных ресурсов Европы, известной как «Природа 2000».
Оствардерсланд планируется завершить к 2015 году. Его территория будет иметь площадь около 150 км2. Кроме того, имеются планы по созданию подобного коридора к лесу Велюве, что, в конечном итоге, позволит диким животным свободно перемещаться между Нидерландами, Германией и Францией.
Сторонники естественных процессов также планируют осушение влажной зоны Оствардерсплассе. Как ожидается, при этом произойдет естественная просадка почвы, и, в результате, получится более близкая к природной (и более открытая) экосистема.

### Галерея

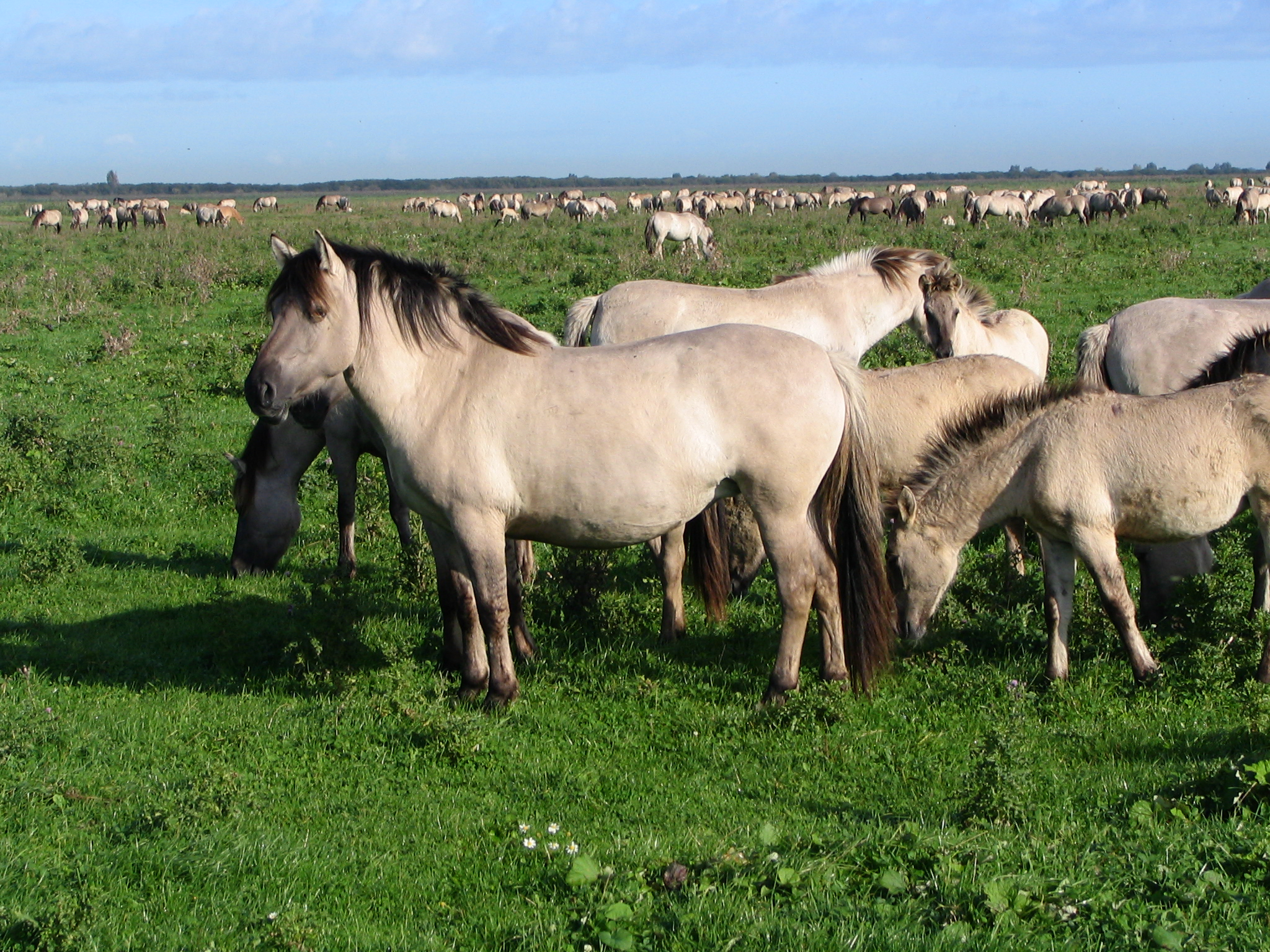
Одичавшая лошадь породы Польский коник.
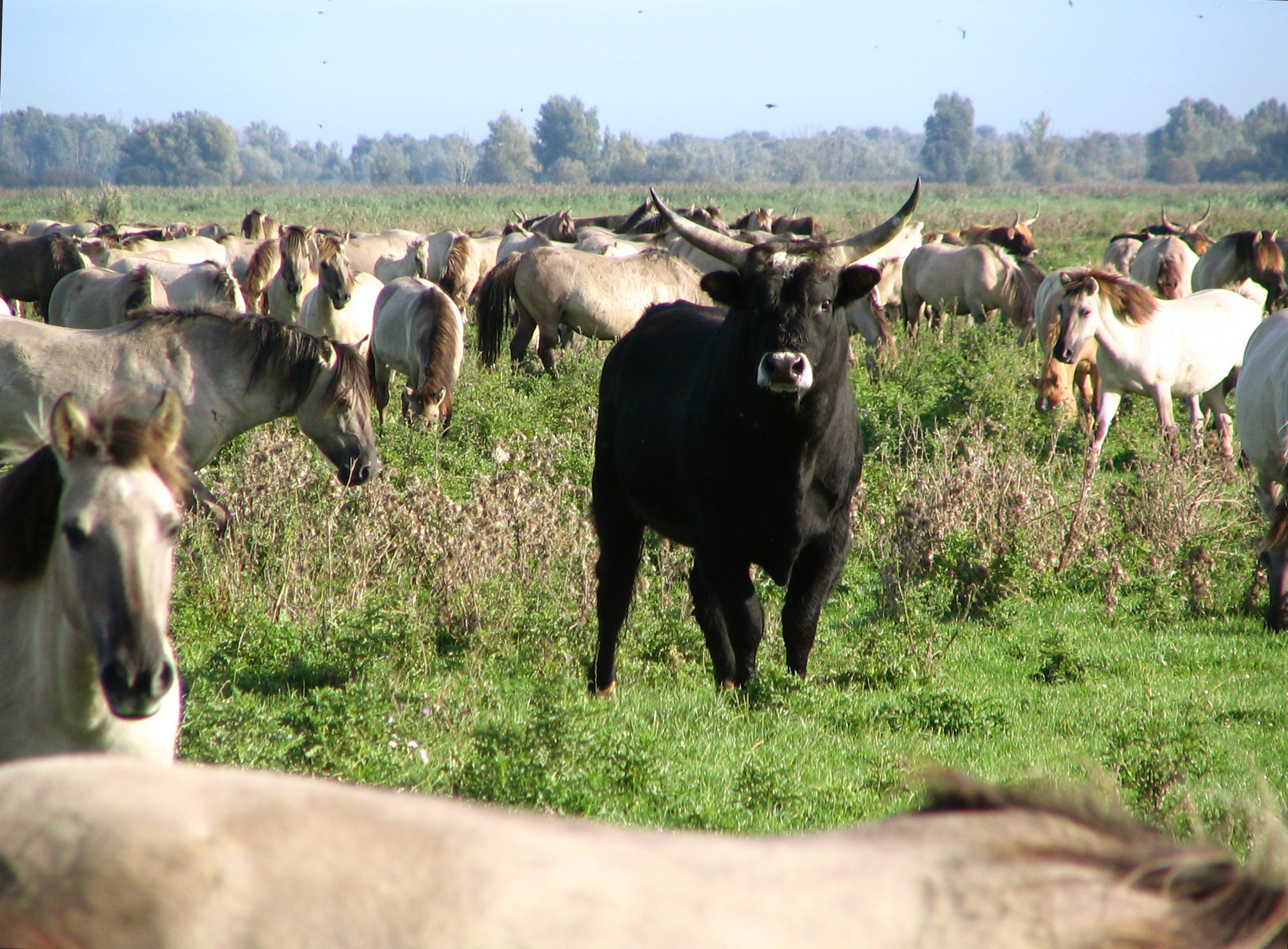
Бык Хека среди стада лошадей.
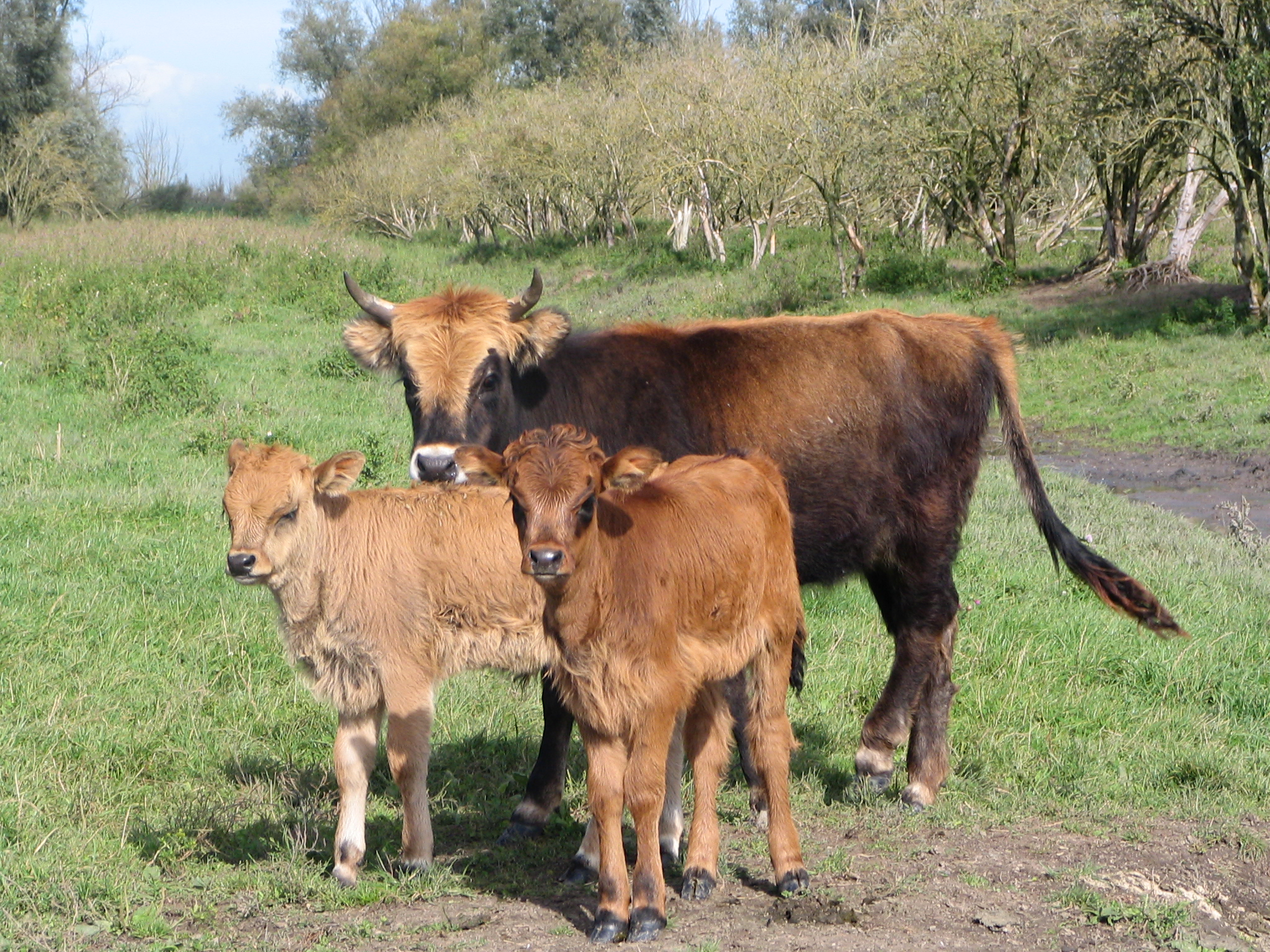
Молодые коровы Хека с телятами.
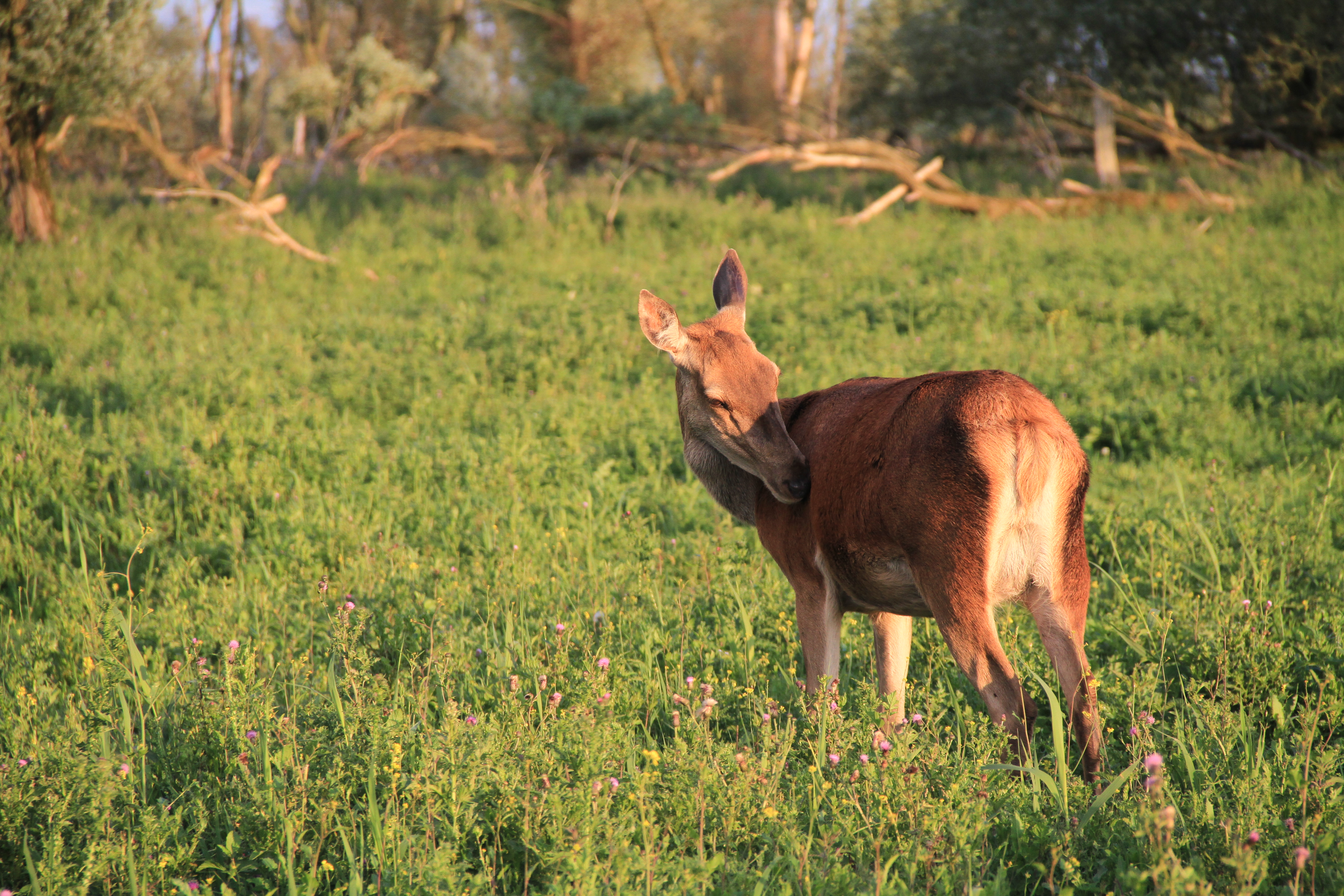
Благородный олень.
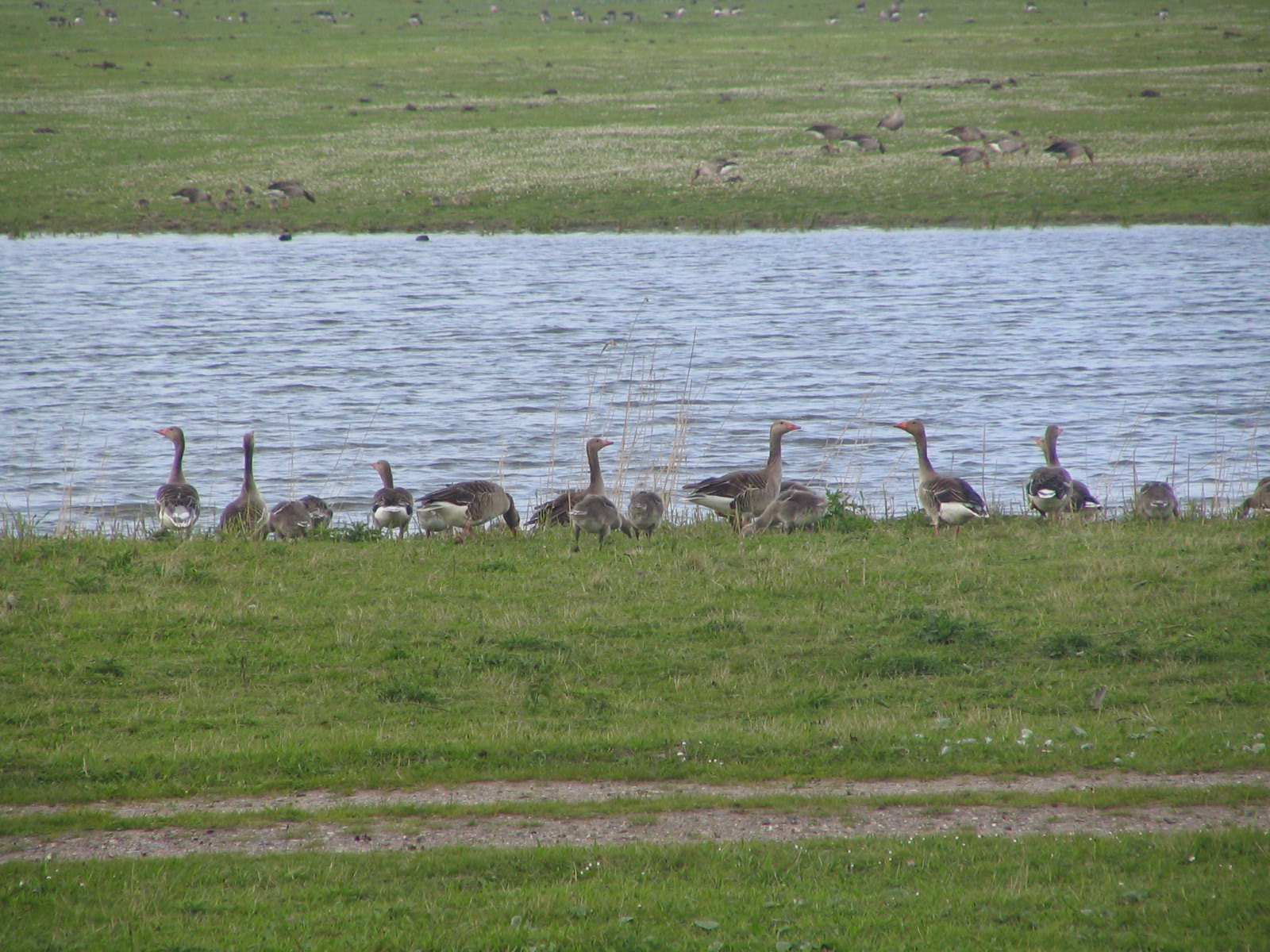
Серые гуси.